# Meezenbroek (kasteel)
Meezenbroek was een kasteel in de Nederlandse stad Heerlen, provincie Limburg. Van de bijbehorende kasteelhoeve is het poortgebouw uit 1660 bewaard gebleven. Deze poort is een rijksmonument.

## Geschiedenis
Het kasteel Meezenbroek zal in de 14e eeuw zijn gesticht. Mogelijk werd het bewoond door ridder Scheyffert van Meysenbroeck, die in 1371 met de hertog van Brabant meevocht in de slag bij Baesweiler. Het kasteel zelf was een leen van het aartsbisdom Keulen, maar de landgoederen waren lenen van Schinnen en het Land van Valkenburg.
De familie Holtzen was in 1478 eigenaar van Meezenbroek. In 1481 bleek de Akense familie Van den Edelenbant de helft van het landgoed te bezitten. Het landgoed was in datzelfde jaar ook de geboorteplaats van Leonard van den Edelenbant. Zijn dochter Catharina trouwde met Hendrik van Tzievel tot Puth en in 1579 wist het echtpaar de rest van het goed Meezenbroek aan te kopen van Diederik van Lieck.
Anna, de dochter van Catharina en Hendrik, trouwde in 1565 met Jan vrijheer van Dobbelstein. Hun kleinzoon Johan Karel baron van Dobbelstein verkocht kasteel Meezenbroek in 1650 aan de Akense broers Jan en Daniel Buirette. De broers lieten in 1660 een nieuwe hoeve met poortgebouw optrekken op de voorburcht. Door het huwelijk van Daniels dochter Anna kwam Meezenbroek rond 1670 terecht in de familie Vignon.
In de tweede helft van de 18e eeuw liet de Maastrichtse burgemeester Willem Daniel Vignon op de plek van het oude kasteel een nieuw landhuis ontwerpen door architect Mathias Soiron.
In 1789 overleed Vignon en het huis vererfde naar zijn zwager Jan Willem Heldewier, schepen in Maastricht en drossaard van Valkenburg. Heldewier verkocht het goed aan de uit Frankrijk vetrokken bisschop Baptiste Marie Champion de Cicé, maar die vluchtte twee jaar later naar Duitsland vanwege de Franse inval. De Franse bezetters onteigenden het kasteel, waarna Heldewier het weer terug in eigendom kreeg. In 1819 overleed Heldewier op het kasteel.
Meezenbroek werd nu aangekocht door Eduard Sassen, die in 1833 trouwde met Thérèse Francoise van Panhuys. Eduard overleed in 1855 te Meezenbroek.
Rond 1935 werd het landhuis afgebroken.
Na de Tweede Wereldoorlog werd de hoeve door de familie Erens verkocht aan de gemeente Heerlen. De meeste gebouwen werden rond 1970 gesloopt. De poorttoren werd gerestaureerd en kreeg twee nieuwe vleugels, waarna het complex een restaurantfunctie kreeg.

## Beschrijving
Oorspronkelijk was Meezenbroek een omgracht kasteel met aan de zuidwestzijde een eveneens omgrachte voorburcht met een hoeve.

### Kasteel
Het kasteel zal in de 14e eeuw zijn gebouwd als een woontoren. Rond 1576 was er sprake van werkzaamheden aan het kasteel, maar het is onbekend wat er toen precies is gebeurd.
De oude woontoren was in de tweede helft van de 18e eeuw de basis voor het nieuwe landhuis, ontworpen door Mathias Soiron. Dit bakstenen landhuis had een afmeting van 14 bij 14 meter, beschikte over een kelder en telde twee bouwlagen. De zolder met mezzanino werd door een schilddak afgedekt. In de zuidelijke gevel bevond zich de ingangspartij.
In 1935 werd het landhuis afgebroken. De funderingen zijn later bovengronds opgemetseld om de contouren van het voormalige landhuis te laten zien.

### Hoeve
De hoeve op de voorburcht werd waarschijnlijk in 1660 gebouwd en verving oudere bebouwing. De nieuwe u-vormige hoeve omsloot een binnenplaats die aan de noordoostzijde open was, omdat zich daar de kasteelgracht bevond. De noordvleugel was het woongedeelte en had een overwelfde kelder en een verdieping. De overige vleugels bestonden uit één bouwlaag. De boerderijgebouwen hadden aan de buitenzijde een gesloten karakter en beschikten deels zelfs over schietgaten.
Volgens de wapensteen boven de toegang dateert het vierkante poortgebouw in de zuidelijke vleugel uit 1660. Dit gebouw heeft boven de doorgang een verdieping waarbinnen zich een schouw bevindt. Het laatgotische kruiskozijn oogt 16e-eeuws en zal zijn aangebracht om het poortgebouw een ouder uiterlijk te geven. Het gebouw wordt afgedekt door een leien dak met schoorsteen. De ingang zelf heeft een omlijsting van zandsteen.
Aanvankelijk was de hoeve omgracht en het poortgebouw beschikte daarom over een ophaalbrug, waarvan de langwerpige uitsparingen in de gevel nog zichtbaar zijn. De wapensteen van de familie Buirette met het jaartal 1660 is boven de ingang aangebracht.
Rond 1970 is de kasteelhoeve gesloopt, met uitzondering van het poortgebouw. In 1978 werden aan weerszijden van het poortgebouw nieuwe vleugels gereconstrueerd.
Het poortgebouw is een rijksmonument.

## Afbeeldingen

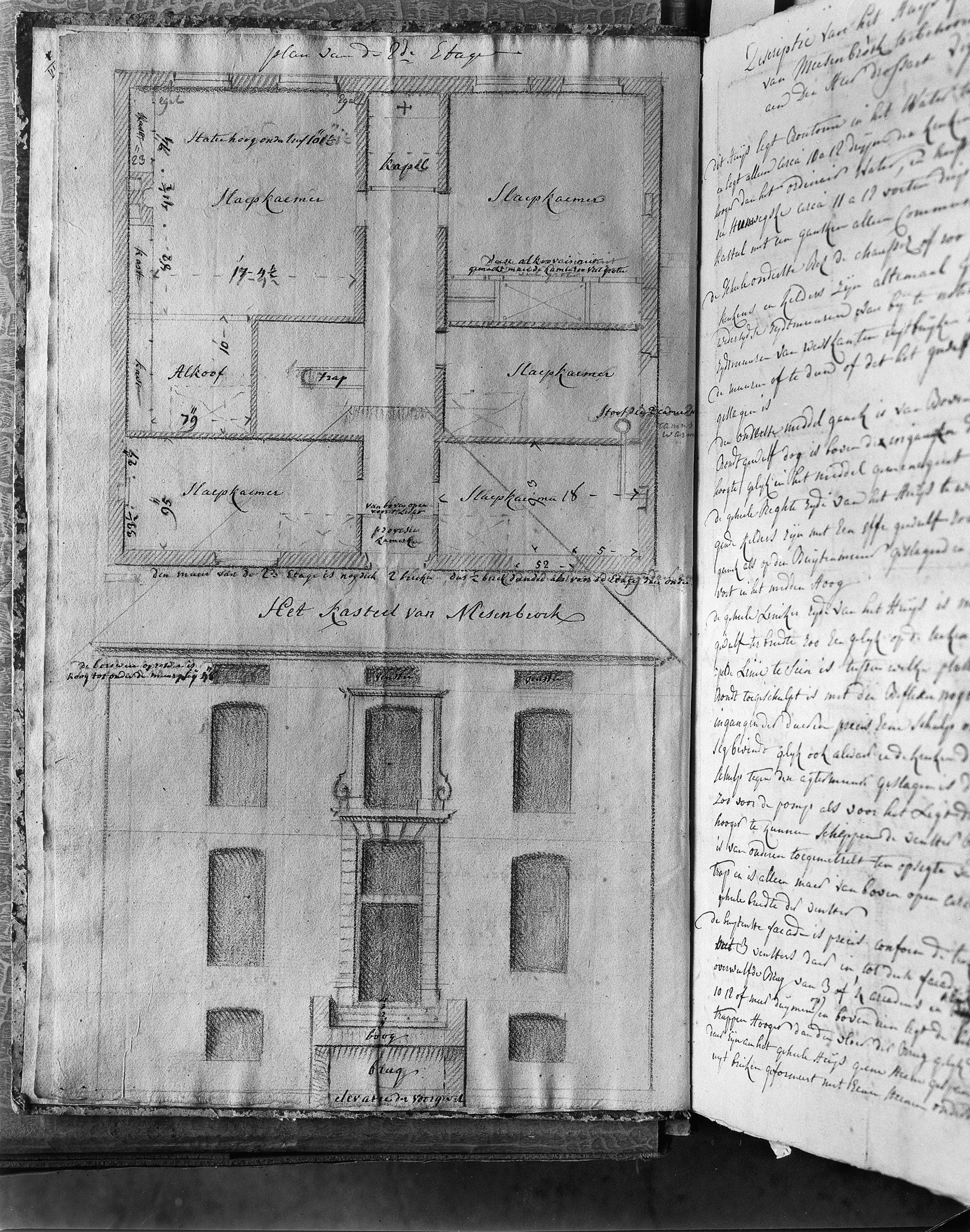
Ontwerptekening van het landhuis door Mathias Soiron
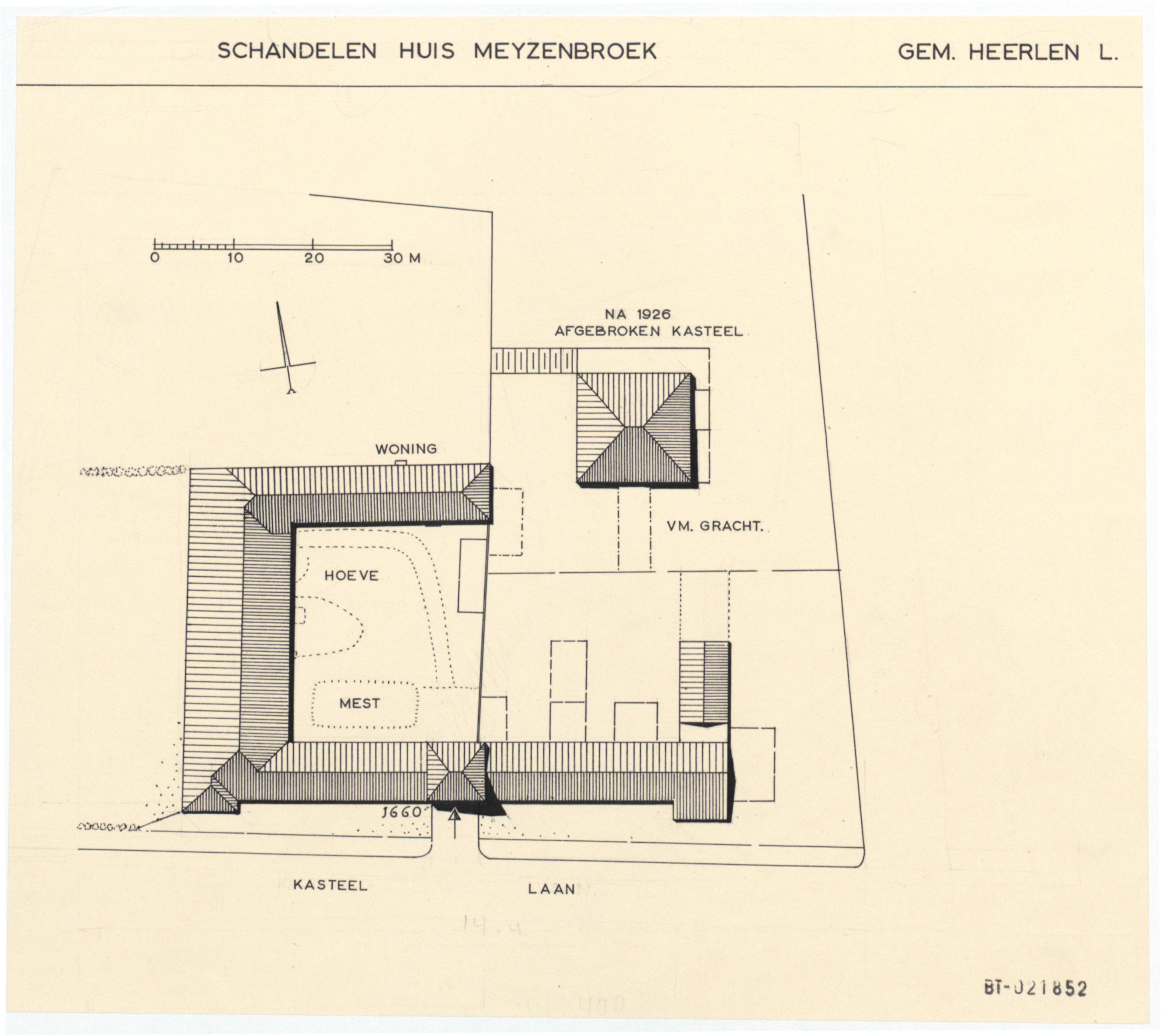
Plattegrond van Meezenbroek, met landhuis en kasteelhoeve
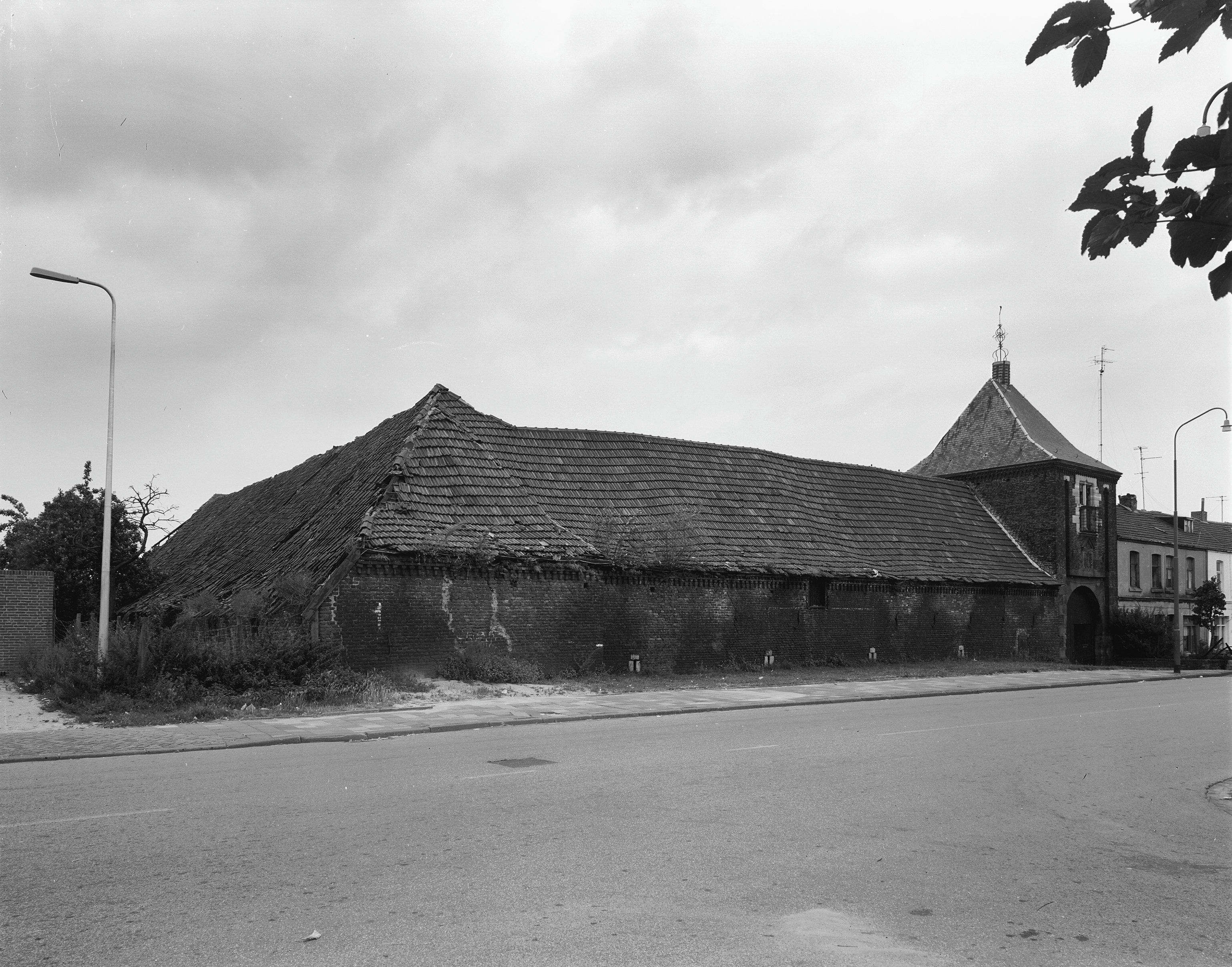
1967: Straatzijde voorburcht vanuit het zuidwesten
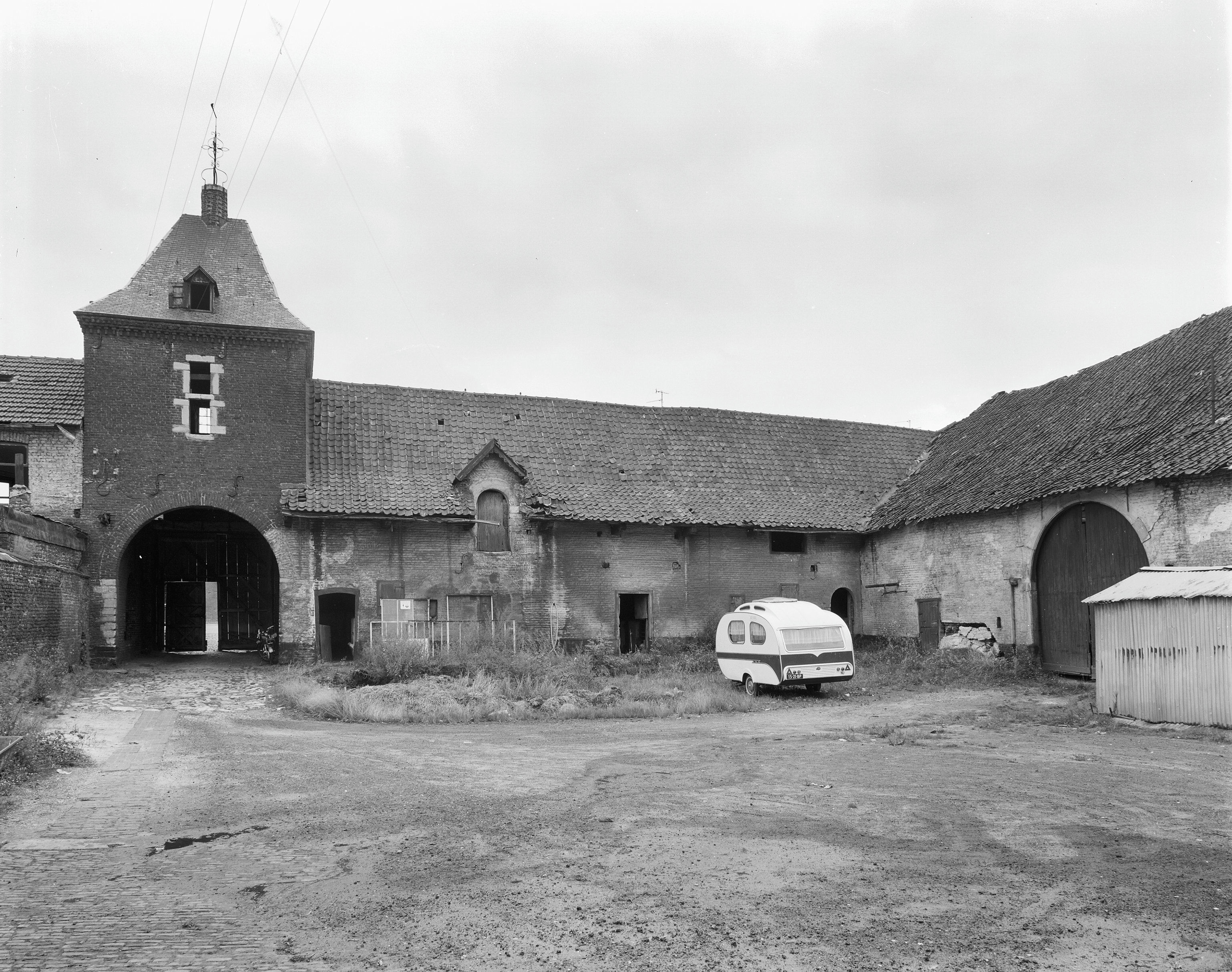
1967: Dezelfde hoek vanaf de binnenplaats
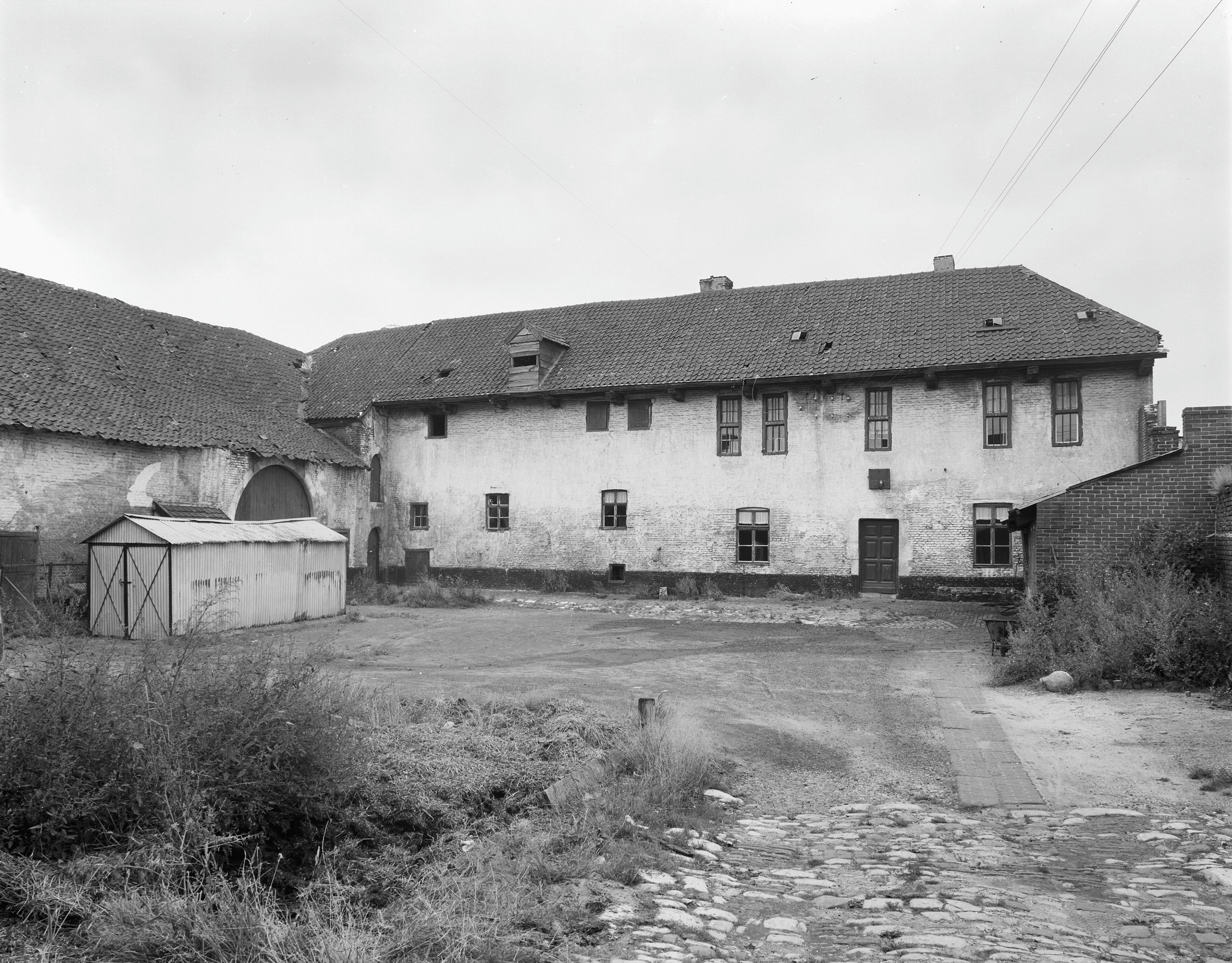
1967: Binnenplaats met west- en noordvleugel
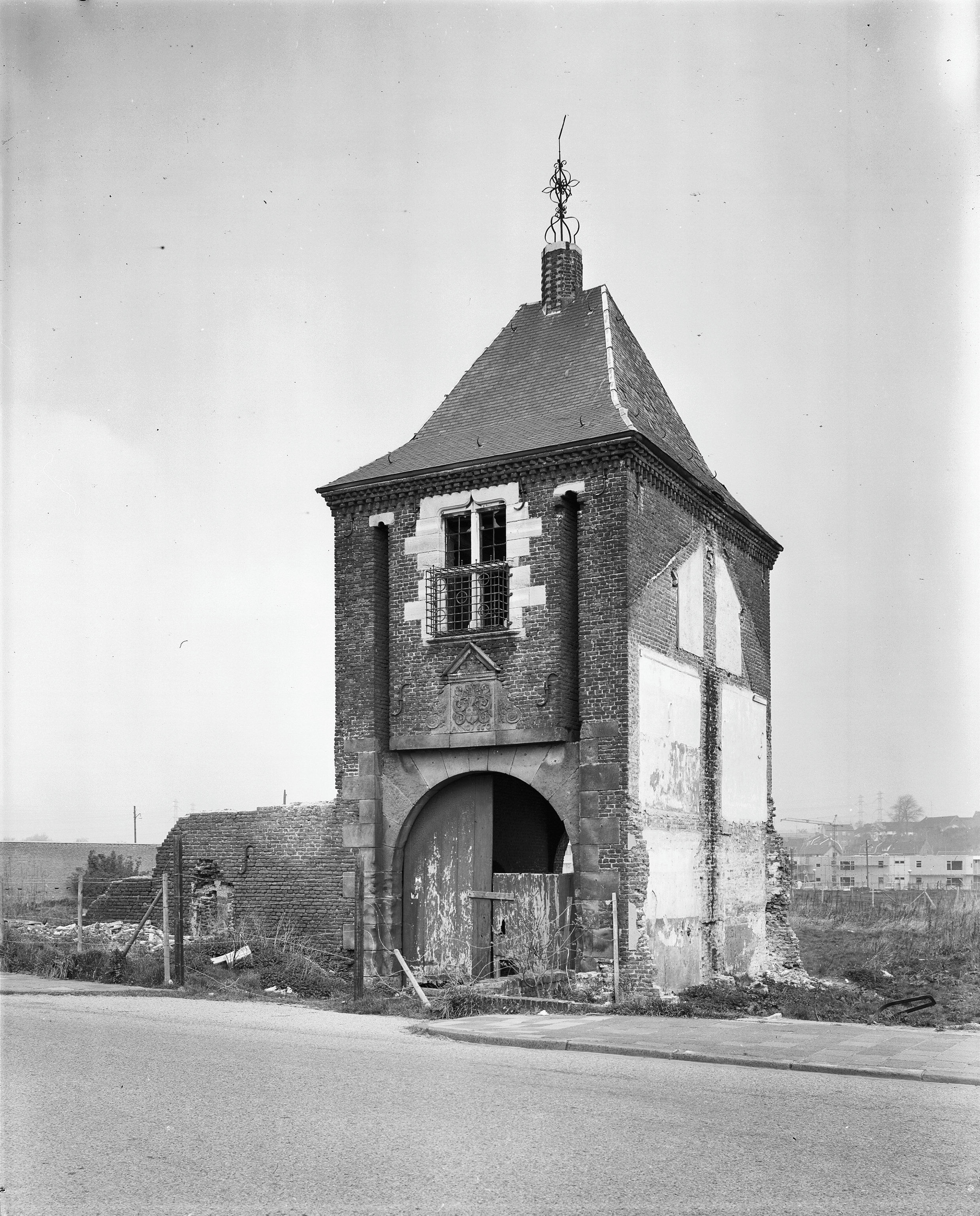
1972: Poortgebouw, vanuit het zuidoosten
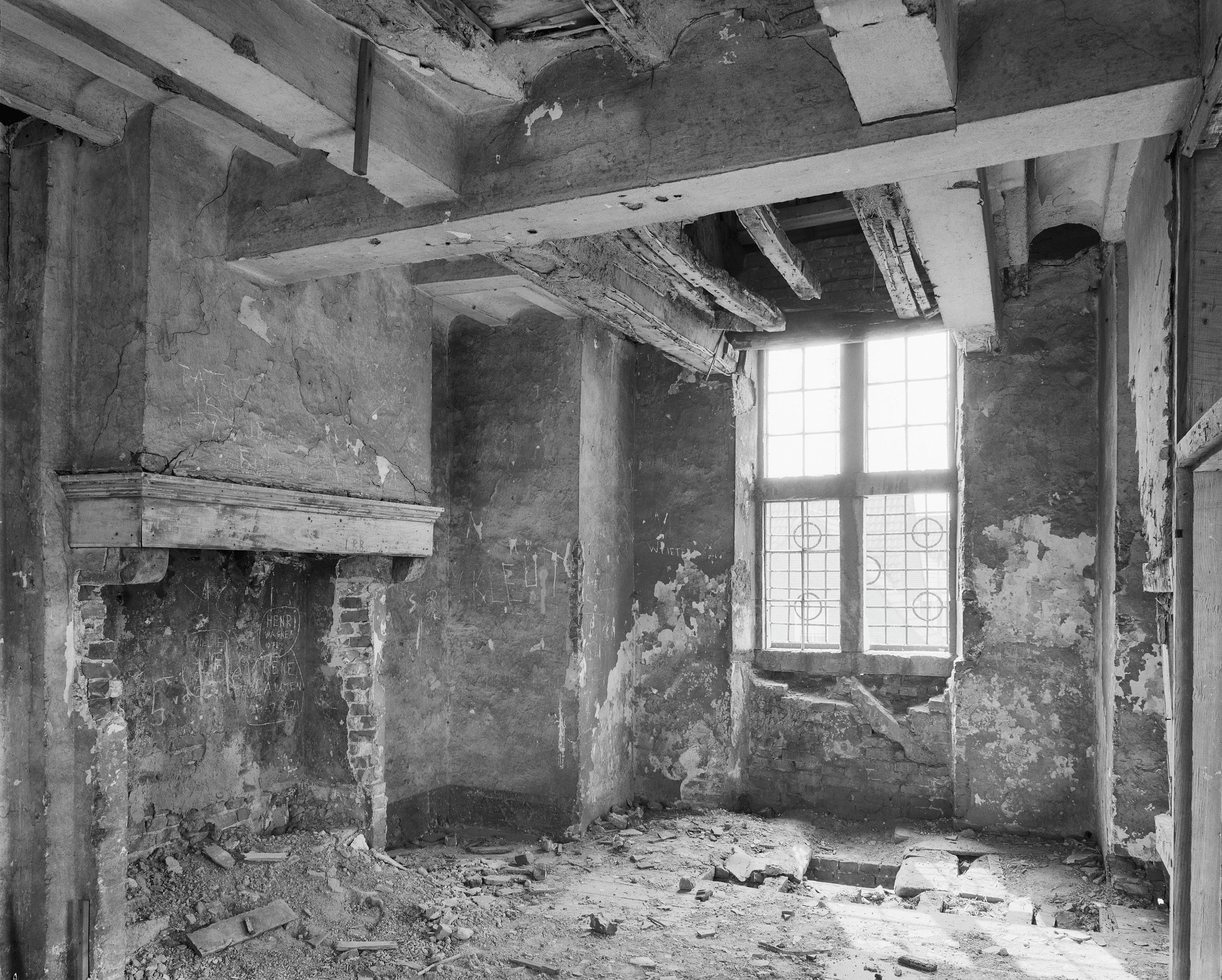
1972: De verdieping met schouw en venster aan straatzijde

Aerwinkel · Kasteel Afferden · Aldt Huys · Aldenborgh · Kasteel Aldenghoor · Aldenhoven · Alte Burg · Kasteel Amstenrade · Slot Annendael · Kasteel Arcen · Baersdonck · Bakvliet · Baronsberg · Baxhof · Beegden ·  Benzenrade · Kasteel De Berckt · Kasteel Bethlehem · Beusdaelshof · Binsfeld · Huis Blankenberg · Kasteel Bleijenbeek · Blitterswijck · Boerlo · Bolberg · Bollenberg · Kasteel De Bongard · Borggraaf · Kasteel d'Erp · Kasteel Borggraaf · Kasteel Borgharen · Kasteel Born · Huis Bree · Breust · Kasteel Broekhuizen · Broekhuizen · Gracht Burggraaf · Kasteel De Burght · Kasteel Cartils · Cloppenburg (Oost-Maarland) · Kasteel Cortenbach · Huis De Dael · Dammerscheid · Kasteel De Bockenhof · De Donck (Sevenum) · De Donck (Swolgen) · De Dorth ·  Huis ten Dijcken · Kasteel Doenrade · De Doom · Douve · Douvenrade · De Dries · Kasteel Erenstein · Kasteel Eijsden · Eijsden · Einrade · Kasteel Elsloo · Ensenbroek · Eperhuis · Etzenraderhuuske · Exaten · Kasteel Eijckholt · Kasteel Eyckholt · Eys · Gastendonck · Kasteel Genbroek · Gebroken Slot · Kasteel Geijsteren · Kasteel Op Genhoes · Kasteel Genhoes · Genneperhuis · Kasteel Het Geudje · Kasteel Geulle · Kasteel Geusselt · Geijsteren · Gen Heck · Ghoor · Kasteel Goedenraad · Kasteel Grasbroek · Kasteel Groenendaal · Groethof · Groot Paarlo · Kasteel van Gronsveld · De Gun ·Kasteel Haeren · Kasteel Den Halder · Heerlaer · Heeze · Heijen · 's-Herenanstel · Kasteel Hillenraad · Kasteel Hoensbroek · Hoenshuis · Holstrate · Holtmühle · Huize Holtum · Kasteel Horn · De Horst · Huys ter Horst · Ten Hove (Grathem) · Ten Hove (Panningen) · Huis Brias · Huis Darth ·  Kasteel Hurpesch · Kasteel Sint-Jansgeleen · Kasteel Jerusalem · Kasteel Kaldenbroek · Den Kamp · Kasteel Karsveld · Kasteel Keverberg · Klein Paarlo · Klimmender Huuske · De Kolck · Koppelberg · Laar · Landsfort · Kasteel Lemiers · Kasteelruïne Lichtenberg · Kasteel Limbricht · Lonesteyn · Huize Lovendael · Mazenburg · Kasteel van Meerlo · Kasteel Meerssenhoven · Meezenbroek · Kasteel van Mheer · Middelaar · Kasteel Millen · Kasteel Montfort · Movert · Mulrode · De Munt · Château Neercanne · Kasteel Neubourg · Nienghoor · Huis Nierhoven · Kasteel Nieuwenbroeck · Nije Huys · Kasteel Nijenborgh · Kasteel Nijswiller · Nijthuysen · Kasteel Obbicht · Oedenrade · Kasteel Ooijen · Kasteel Oost (Valkenburg) · Kasteel Oost (Oost-Maarland) · Kasteel Ouborg · Overen · Kasteel Passarts-Nieuwenhagen · Prickenis · Prinsenhof · Puth · De Putting · Raath · De Raay · Ravenhof · Kasteel Reijmersbeek · Kasteel van Rijckholt · Kasteel Rivieren · Rodenbroek · Rosendaal · Kasteel Schaesberg · Kasteel Schaloen · Te Scharen · Schenkenburg · Kasteel Scheres · De Spijker (Geijsteren) · De Spijker (Leeuwen) · Huis Severen · Sibberhuuske · Château St. Gerlach · Spraland · Huis De Spyker · Huize Stalberg · Stalberg (Wellerlooi) · De Steeg · Kasteel Stein · Steinhagen · Steenen Huis · Stoel van Swentibold · Strijthagen (Landgraaf) · Strijthagen (Welten) · Struyver · Kasteel Terborgh · Terlinden (Wijnandsrade) · Terveurdt · Ter Weyer · Kasteel Ter Worm · De Tombe · Huis De Torentjes · Triest · Trippaert · Kasteel Vaalsbroek · Kasteel Vaeshartelt · Valkenburg · Vliek · De Vroenhof · Vrijburg · Kasteel Wambach · Warenberg · Well · Weyershof ·  Wijlre · Kasteel Wijnandsrade · Wijnandsrade · Wijnantshof · Wissegracht · Huize Witham · Kasteel Wittem · Wolfrath · Wylre